# ماریو مارتینز (بازیکن فوتبال)
ماریو مارتینز (اسپانیایی: Mario Martínez‎؛ زاده ۳۰ ژوئیهٔ ۱۹۸۹) یک بازیکن فوتبال اهل هندوراس است.
وی همچنین در تیم ملی فوتبال هندوراس بازی کرده‌است.